# 링 2 (1999년 영화)
링 2(リング2)는 1999년 개봉한 일본의 공포 영화이다.

## 배역
- 나카타니 미키 - 타카노 마이
- 사토 히로미 - 쿠라하시 마사미
- 후카다 쿄코 - 사와구치 카나에
- 코히니타 후미요 - 닥터 카와지리
- 이시마루 켄지로 - 오무타 형사
- 야나기 유레이 - 오카자키
- 오타카 리키야 - 아사카와 요이치
- 유이치 누마타 - 야마무라 타카시
- 마츠시마 나나코 - 아사카와 레이코
- 사나다 히로유키 - 타카야마 류지
- 마사코 - 야마무라 시즈코
- 무라마츠 카츠미 - 아사카와 코이치
- 반 다이스케 - 닥터 이쿠마 헤인하치로
- 세리자와 레이타 - 사쿠마
- 스와 타로
- 나미키 시로
- 유라 요시코

## MBC 성우진
- 김아영 - 아마노 마이(나카타니 미키)
- 박소라 - 요이치(오타카 리키야)
- 박영희 - 아사카와 레이코(마츠시마 나나코)
- 박선영 - 카나에(후카다 쿄코)
- 최한 - 오카자키(오노 마사히코)
- 김관철 - 다카야마 류지(사나다 히로유키)
- 손원일 - 가와지리(코히니타 후미요)
- 김태훈 - 야마무라(유이치 누마타)
- 이종혁 - 오이타(이시마루 켄지로)
- 방성준 - 코이치(무라마츠 마츠미)
- 이원찬
- 정재헌
- 조현정
- 박신희
- 문남숙